# Tajwańska kolej wysokich prędkości

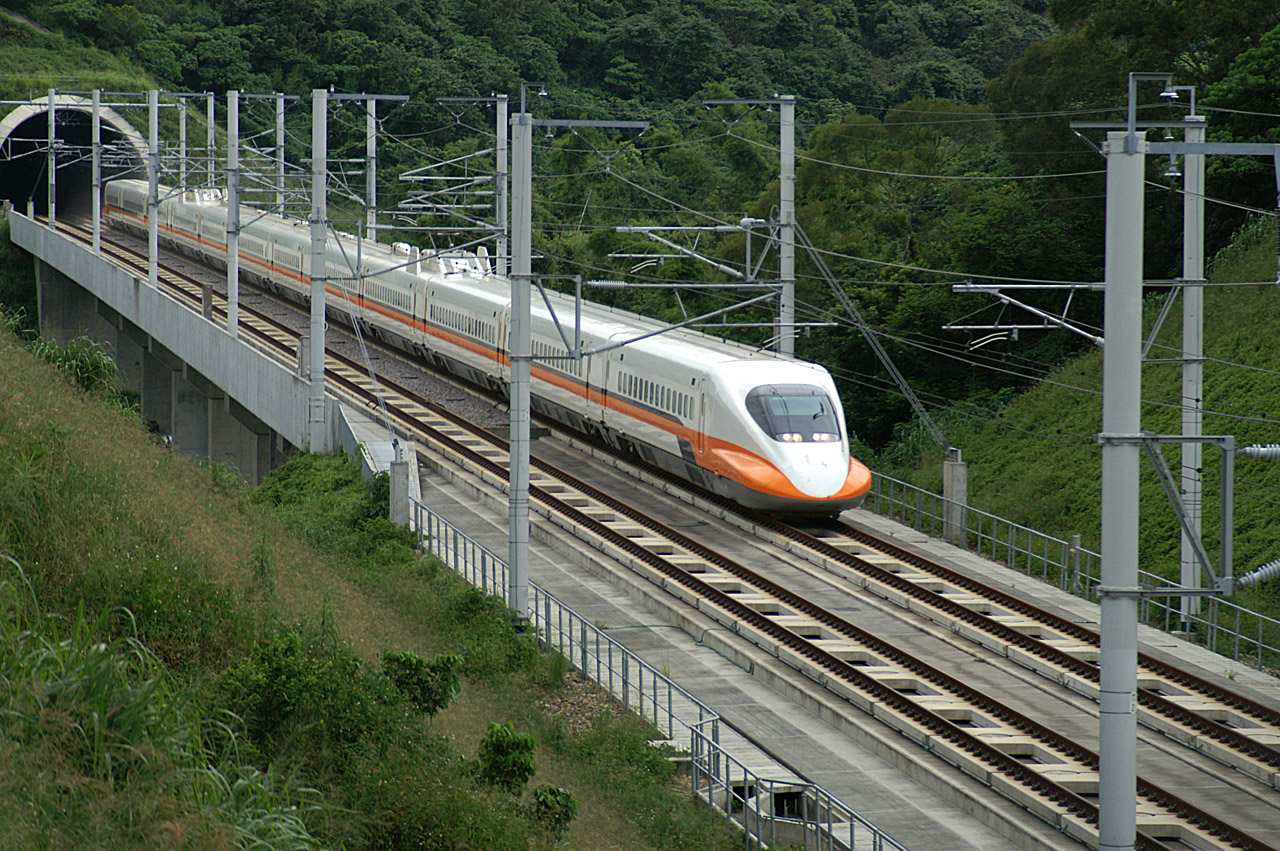
Pociąg Shinkansen typu 700T na Tajwanie

Kolej dużych prędkości na Tajwanie (chiń. trad. 台灣高速鐵路; pinyin Táiwān Gāosù Tiělù) – tajwańska linia kolei dużych prędkości, łącząca Tajpej na północy wyspy i Kaohsiung na południu (wyspa ma długość 377 km). Trasa została oddana do użytku 5 stycznia 2007, całość liczy 349,5 kilometra.
Po odcinku poruszają się pociągi Shinkansen typu 700T, osiągające prędkość 300 km/h, dzięki czemu podróż pomiędzy Tajpej a Kaohsiung skróciła się z 4,5 godziny do około 90 minut.
Całkowity koszt projektu oszacowywany jest na około 15 miliardów dolarów, i jest to dotychczas jedna z największych prywatnie sfinansowanych inwestycji transportowych na świecie.

## Przebieg
Zaplanowano trzynaście stacji tajwańskiej kolei dużych prędkości, pierwszy odcinek składający się z ośmiu stacji (w Tajpej, Banqiao, Taoyuan, Xinzhu, Taizhong, Jiayi, Tainan i Zuoying) otwarty został 5 stycznia 2007. Kolejne 3 stacje (w Miaoli, Zhanghua i Yunlin) otwarto w grudniu 2015 roku. W lipcu 2016 roku linię przedłużono do stacji w Nangang.

Przebieg trasy tajwańskiej kolei dużych prędkości

| Stacja   | Stan obecny | Położenie                            |
| -------- | ----------- | ------------------------------------ |
| Nangang  | ukończona   | odcinek podziemny                    |
| Tajpej   | ukończona   | odcinek podziemny                    |
| Banqiao  | ukończona   | odcinek podziemny                    |
| Taoyuan  | ukończona   | odcinek podziemny odnoga do lotniska |
| Xinzhu   | ukończona   | odcinek nadziemny                    |
| Miaoli   | ukończona   | odcinek nadziemny                    |
| Taizhong | ukończona   | odcinek nadziemny                    |
| Zhanghua | ukończona   | odcinek nadziemny                    |
| Yunlin   | ukończona   | odcinek nadziemny                    |
| Jiayi    | ukończona   | odcinek nadziemny                    |
| Tainan   | ukończona   | odcinek nadziemny                    |
| Zuoying  | ukończona   | odcinek naziemny                     |

## Historia

### Początki
W 1981 roku władze Arabii Saudyjskiej zaproponowały stworzenie systemu linii kolei miejskich na Tajwanie. Początkowo linie te miały mieć w sumie 22 km długości i miały się składać z dwóch linii dwutorowych, jedna linia dla ruchu podmiejskiego i druga dla dalekobieżnego.
W 1982 roku podczas budowy tego systemu zmieniono plany i zamiast linii o szerokości 1067 mm (japońska) zbudowano 1435 mm (europejska), przez co prędkość konstrukcyjna wzrosła z 200-250 km/h do 300 km/h.

## Galeria

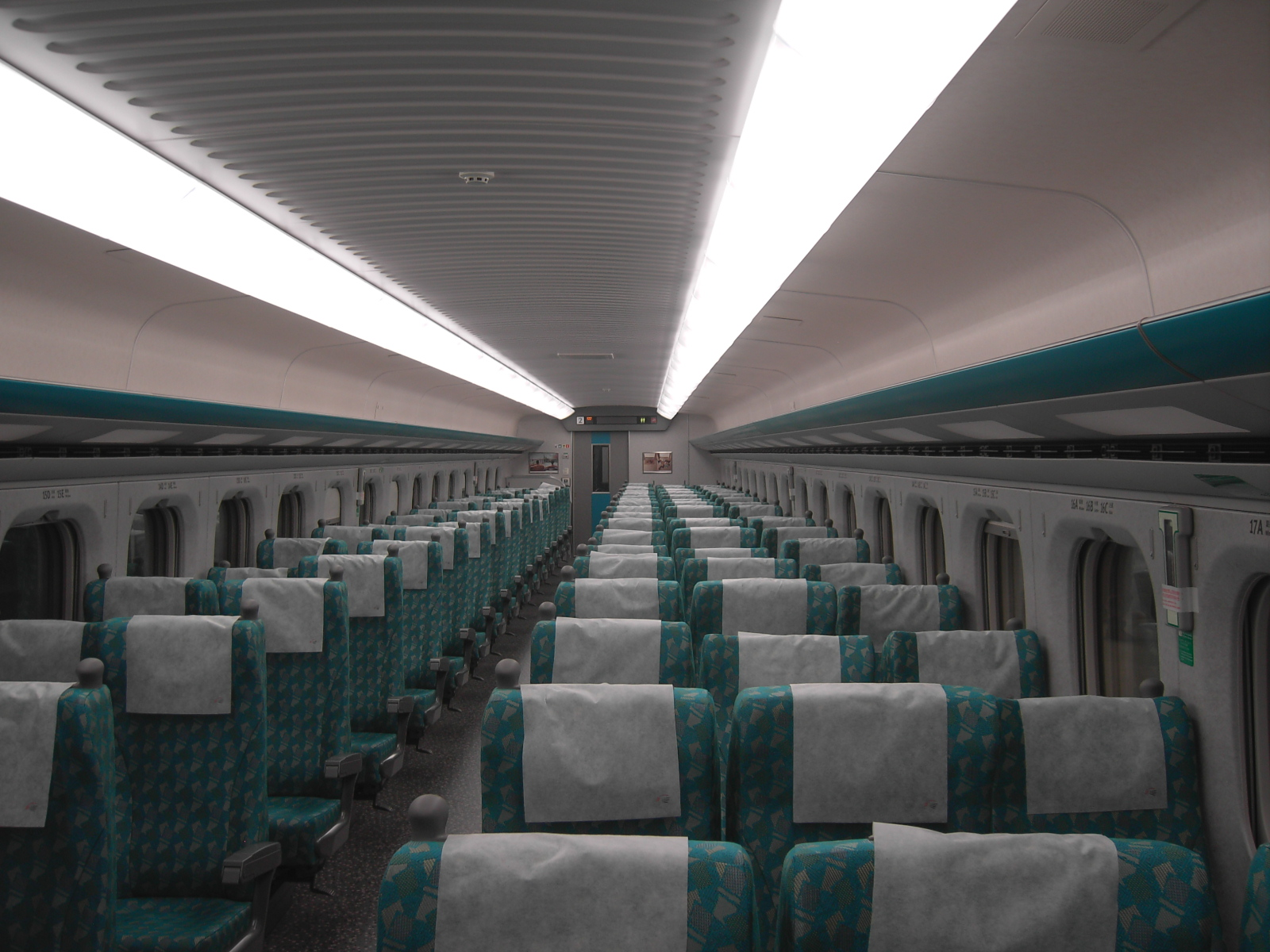
Wnętrze wagonu
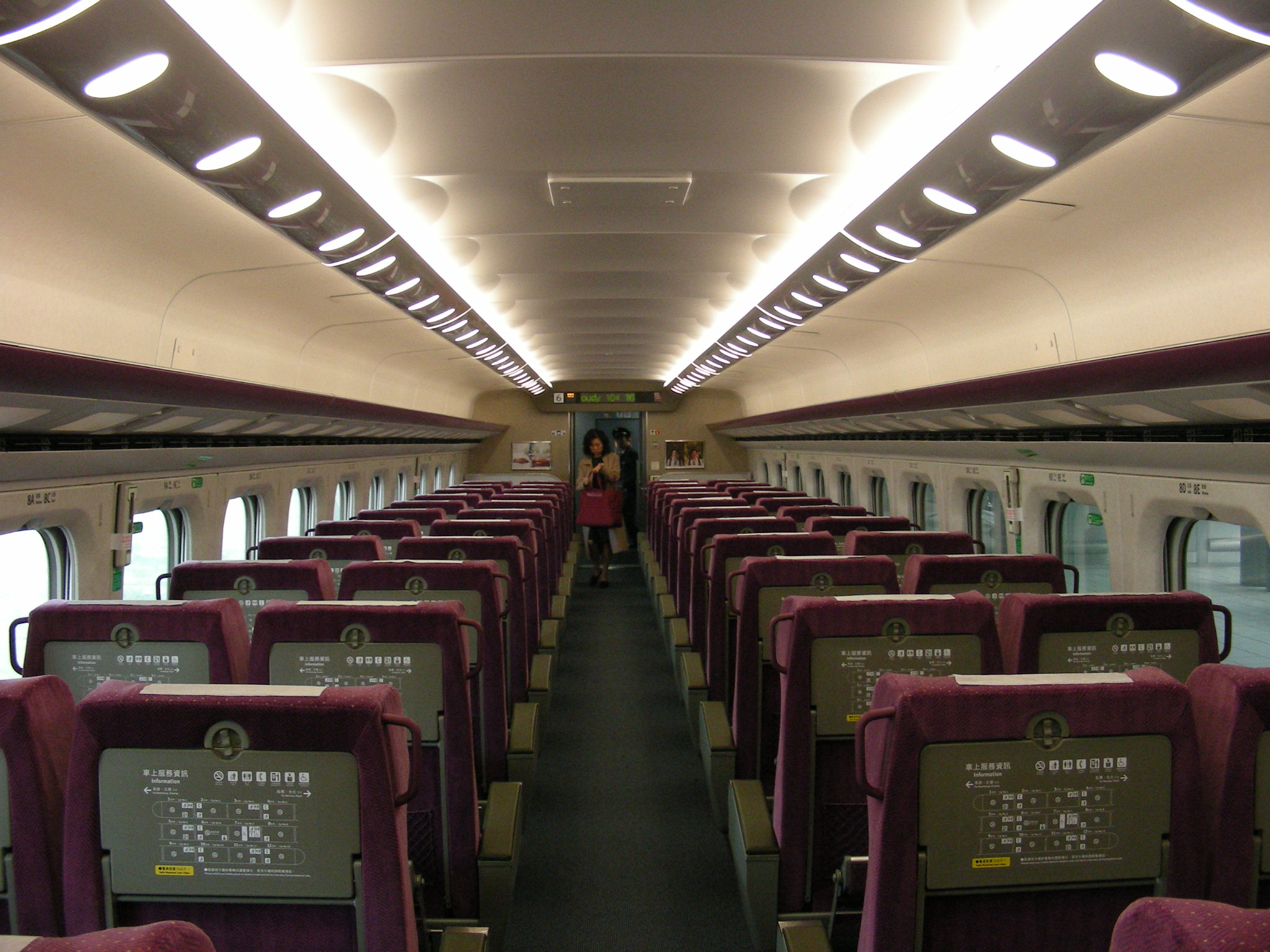
Wnętrze wagonu klasy biznes
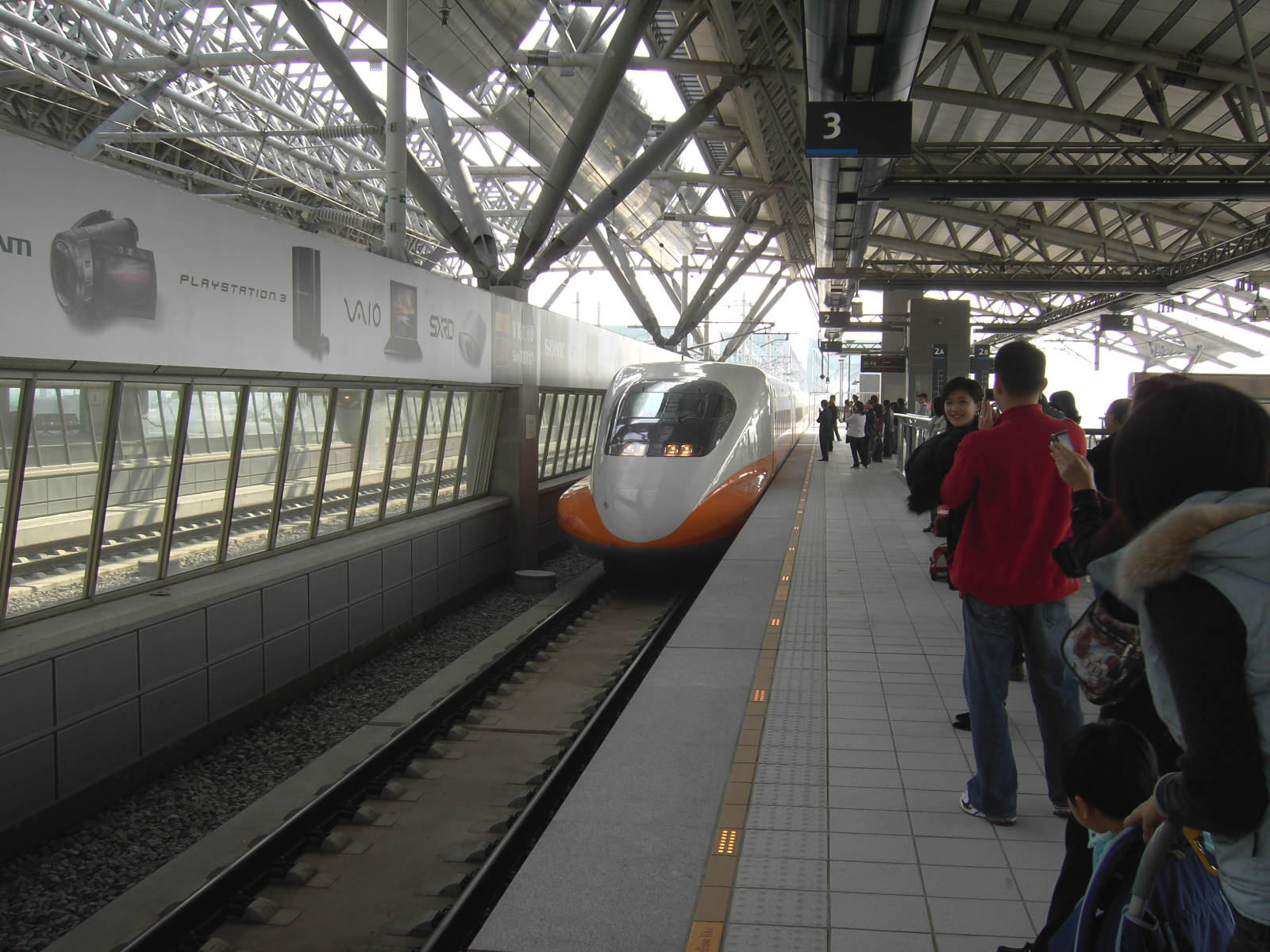
pociąg podjeżdżający do stacji Taizhong
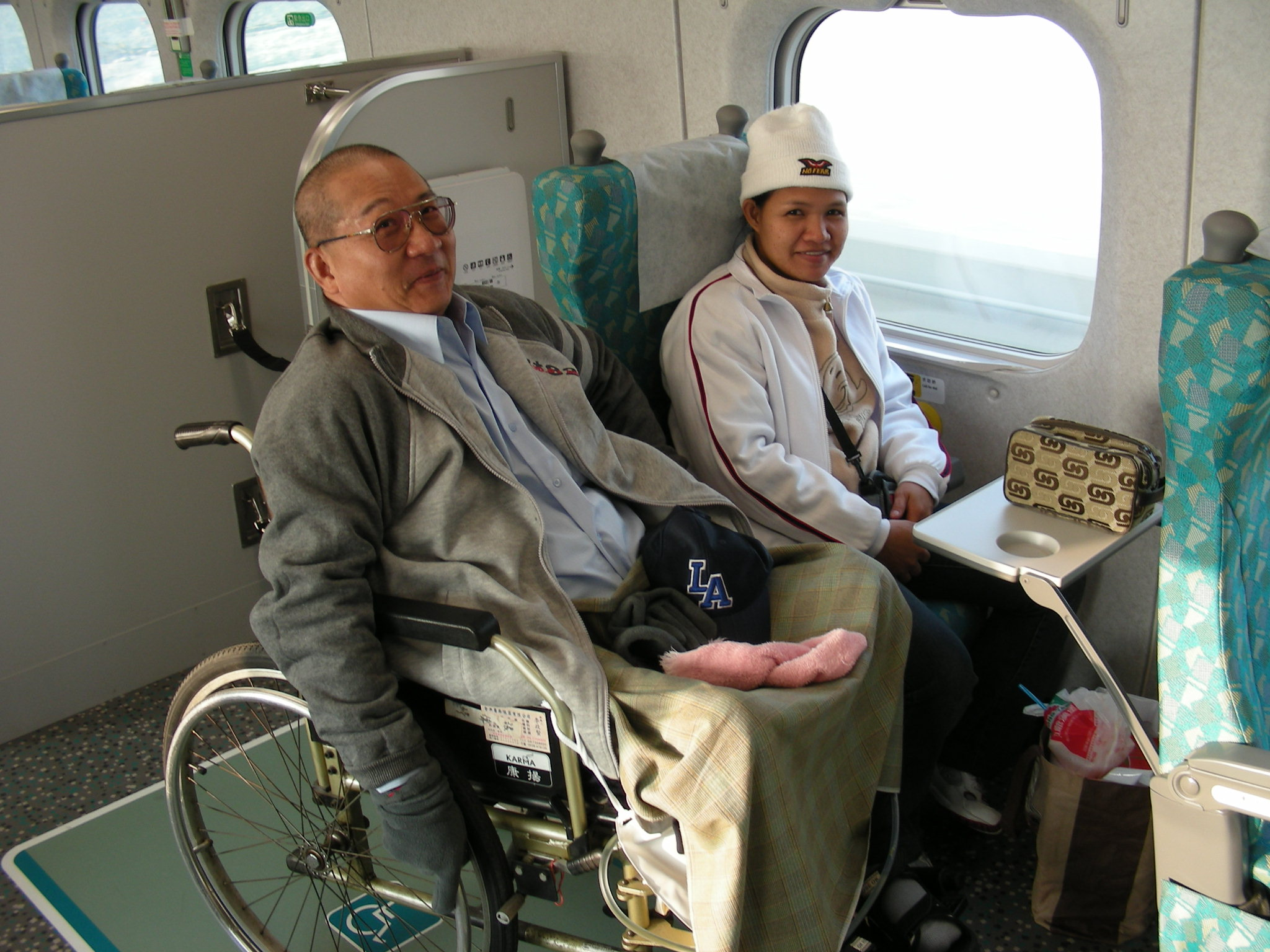
Miejsca dla niepełnosprawnych
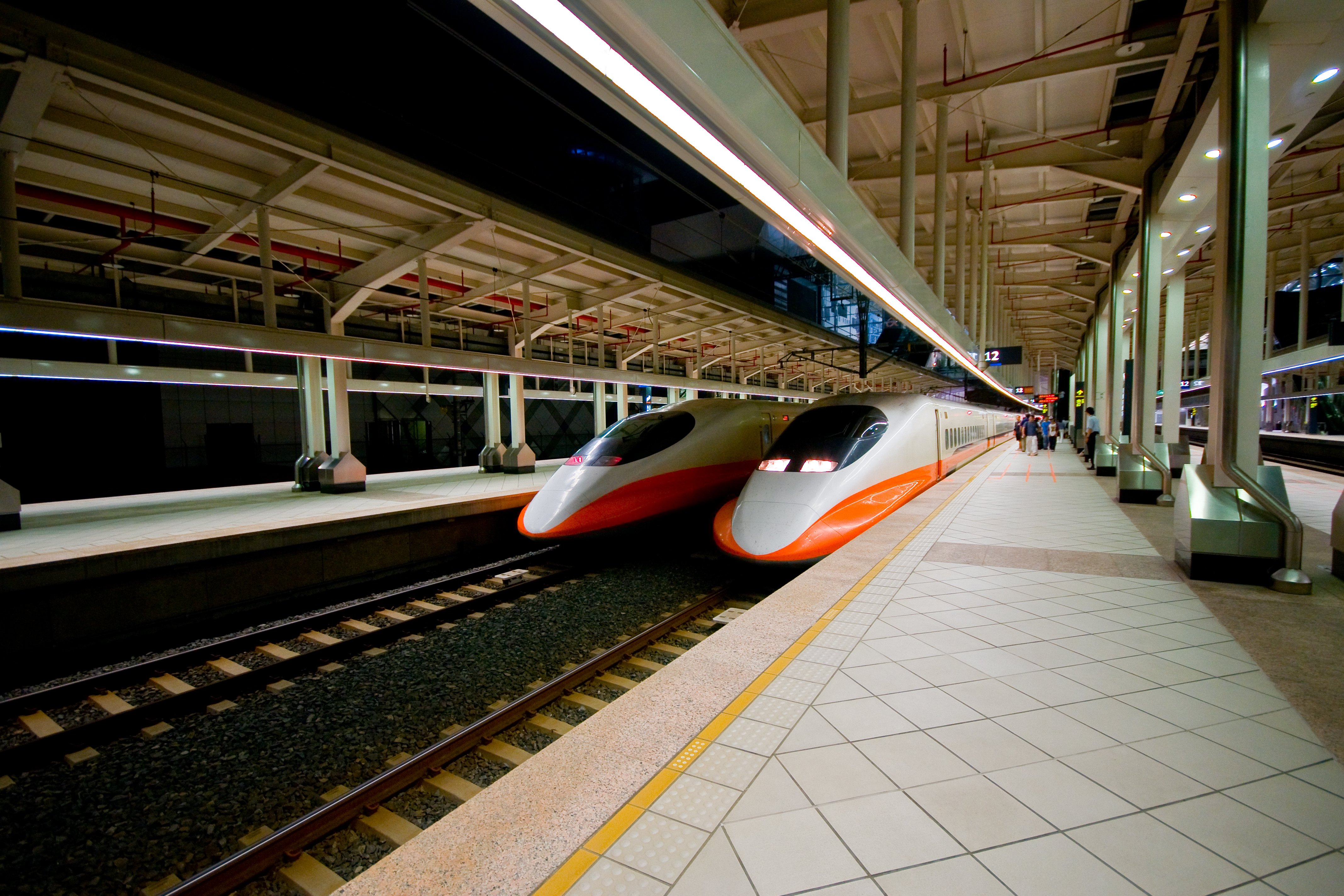
700T na stacji Zuoying